# Veľké Kozmálovce
Veľké Kozmálovce (bis 1927 slowakisch „Veľké Kosmalovce“) ist eine Gemeinde im Westen der Slowakei mit 741 Einwohnern (Stand 31. Dezember 2024), die zum Okres Levice, einem Teil des Nitriansky kraj, gehört.

## Geographie

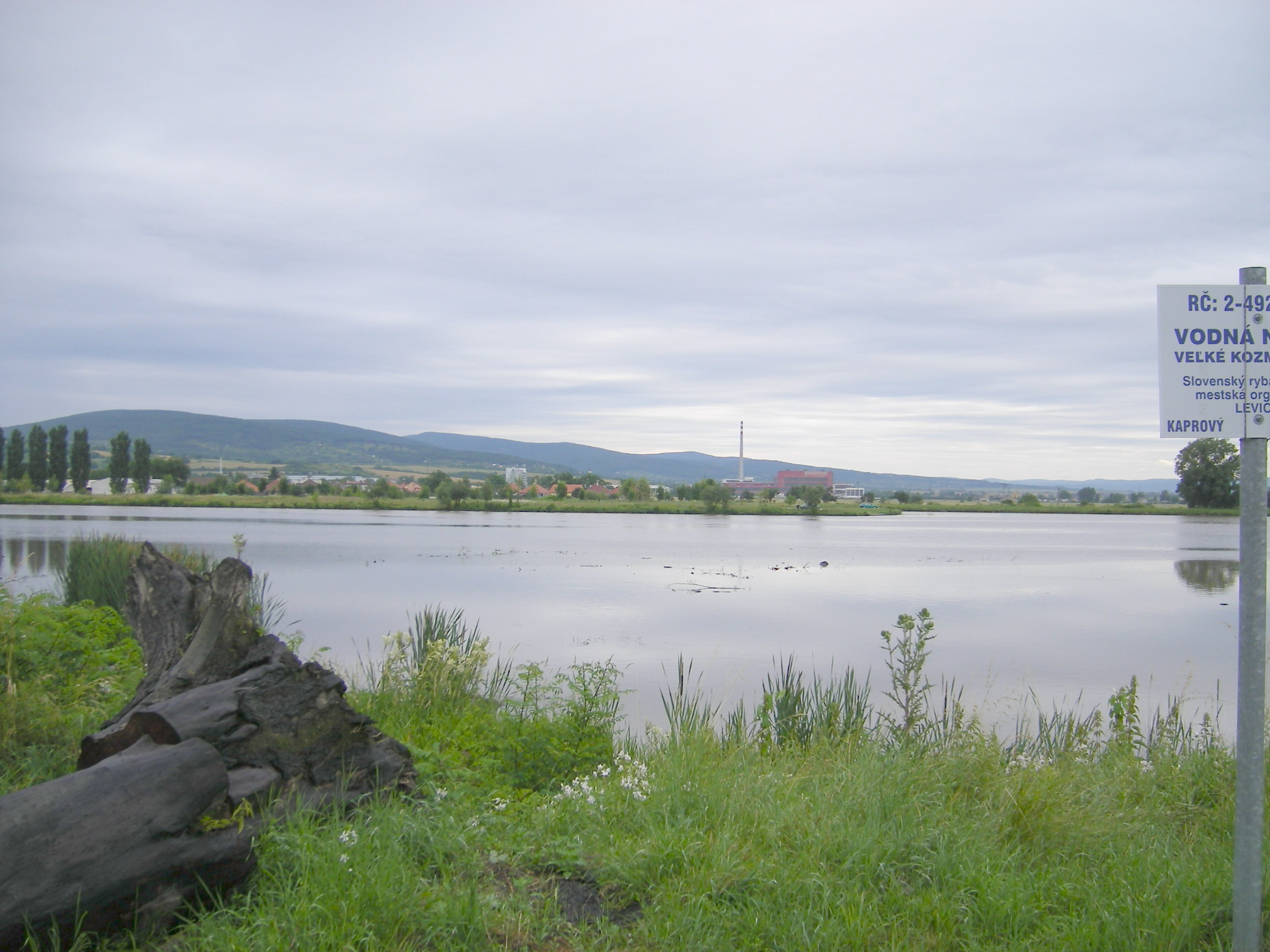
Stausee Veľké Kozmálovce

Die Gemeinde befindet sich im Osten des slowakischen Donautieflands südlich der sogenannten Slowakischen Pforte (slowakisch Slovenská brána) am linken Ufer des Hron, der hier im Stausee Veľké Kozmálovce aufgestaut ist. Das Ortszentrum liegt auf einer Höhe von 170 m n.m. und ist zwei Kilometer von Tlmače sowie neun Kilometer von Levice entfernt.
Nachbargemeinden sind Tlmače im Norden, Rybník im Nordosten und Osten, Hronské Kosihy im Südosten, Starý Tekov im Süden, Nový Tekov im Südwesten und Malé Kozmálovce im Westen.

## Geschichte
Veľké Kozmálovce wurde zum ersten Mal 1322 als Kozmal schriftlich erwähnt. 1362 war das Dorf Besitz der Familie Forgách, später lag es in Herrschaften Lewenz und Goldmorawitz und war zuletzt Besitz der Familie Migazzi. Das Gemeindegebiet umfasst außerdem zwei untergegangene mittelalterliche Siedlungen, Braian und Scevlen. 1618 wurde der Ort von den Türken geplündert. 1534 gab es vier Porta, 1601 standen 45 Häuser im Ort, nach einem türkischen Steuerverzeichnis aus dem Jahr 1664 gab es hier 43 Steuerzahler und 33 Haushalte. 1720 wurden 23 Steuerzahler verzeichnet, 1828 zählte man 69 Häuser und 445 Einwohner, die als Landwirte beschäftigt waren.
Bis 1918 gehörte der im Komitat Bars liegende Ort zum Königreich Ungarn und kam danach zur Tschechoslowakei beziehungsweise heute Slowakei.
Von 1986 bis 1995 war Veľké Kozmálovce Teil der Stadt Tlmače.

## Bevölkerung
| Jahr                | 1994 | 2004 | 2014    | 2024    |
| ------------------- | ---- | ---- | ------- | ------- |
| Anzahl der Personen | 0    | 677  | 705     | 741     |
| Unterschied         |      | –    | +4,13 % | +5,10 % |

| Jahr                | 2023 | 2024    |
| ------------------- | ---- | ------- |
| Anzahl der Personen | 721  | 741     |
| Unterschied         |      | +2,77 % |

Nach der Volkszählung 2011 wohnten in Veľké Kozmálovce 705 Einwohner, davon 702 Slowaken sowie jeweils ein Magyare und Tscheche. Ein Einwohner machte keine Angabe zur Ethnie.
651 Einwohner bekannten sich zur römisch-katholischen Kirche, 15 Einwohner zur Evangelischen Kirche A. B., ein Einwohner zur orthodoxen Kirche und drei Einwohner zu einer anderen Konfession. 25 Einwohner waren konfessionslos und bei 10 Einwohnern wurde die Konfession nicht ermittelt.

## Bauwerke

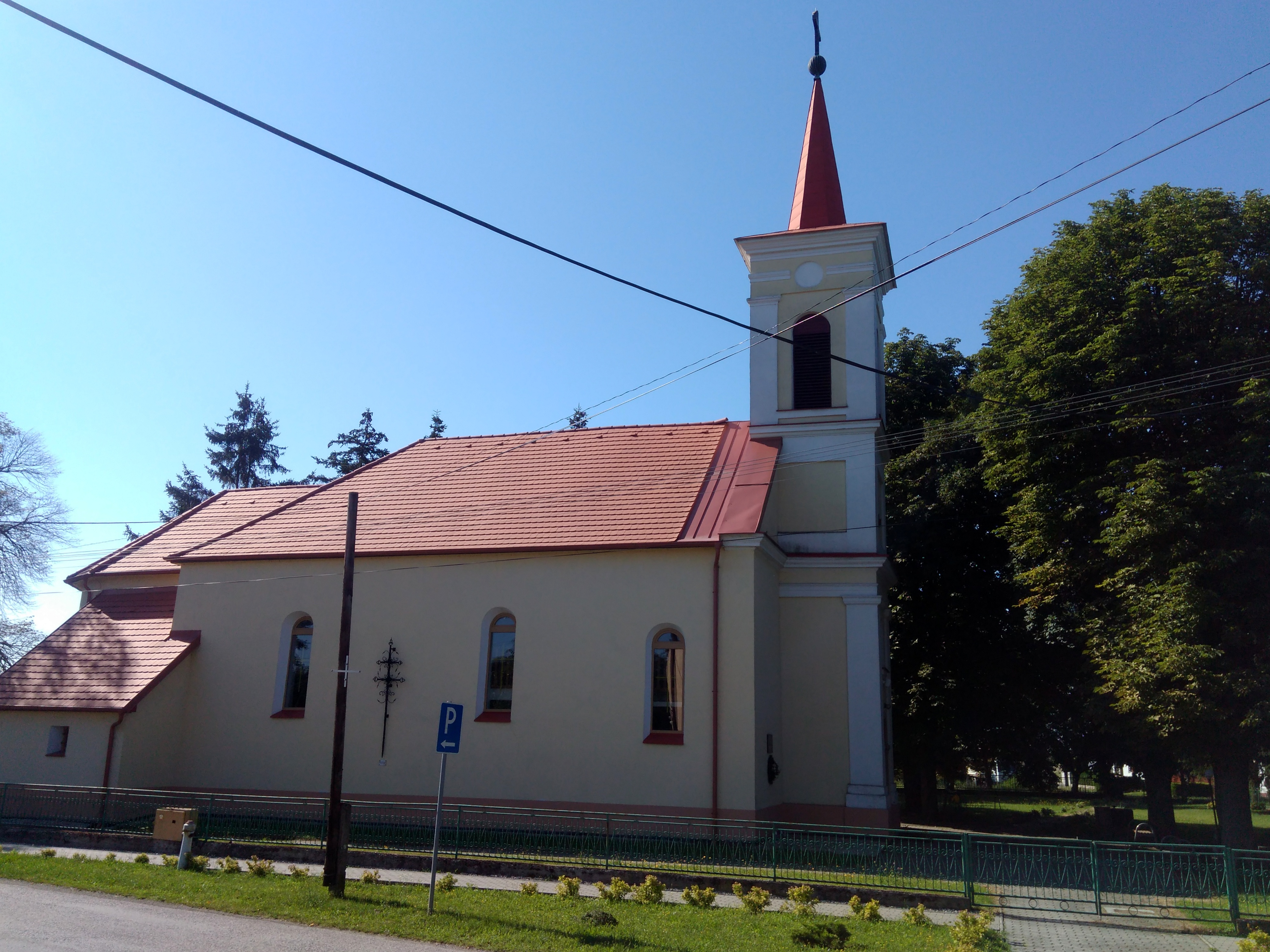
Kirche in Veľké Kozmálovce

- römisch-katholische Kirche Allerheiligenkirche aus dem 18. Jahrhundert